# والتر هرمان
والتر هرمان (انگلیسی: Walter Herrmann؛ زادهٔ ۲۶ ژوئن ۱۹۷۹) بازیکن بسکتبال اهل آرژانتین بود.
از باشگاه‌هایی که در آن بازی کرده‌است می‌توان به شارلوت هورنتس و دیترویت پیستونز اشاره کرد.
وی در مسابقات کشوری و بین‌المللی در مجموع برندهٔ ۴ مدال طلا، ۱ مدال نقره شده‌است.